# Ren linje
Ren linje är en term inom växtförädling och liknande. Därmed menas summan av alla individer som genom ständig självbefruktning härstammar från en enda homozygot ursprungsindivid, d. v. s. en grupp av homozygota individer med identisk arvsmassa.

## Exempel
När en ren växtlinje med rosa blommor självpollineras kommer alla dess frön bara producera växter som också har rosa blommor. Gregor Mendel korspollinerade ärter från rena linjer i sina experiment på mönster med  arv av egenskaper.
En renrasig population av katt, såsom siames, producerar endast kattungar med siamesens egenskaper eftersom deras förfäder var inavlade tills de var homozygota för alla de gener som leder till de fysiska egenskaper och temperament som karakteriserar siamesrasen.